# Angelika Kraus
Angelika Kraus   (Celle, 9 de maig de 1950) és una nedadora alemanya, especialista en esquena, ja retirada, que va competir sota bandera de la República Federal Alemanya durant les dècades de 1960 i 1970.
El 1968 va prendre part en els Jocs Olímpics d'Estiu de Ciutat de Mèxic on va disputar tres proves del programa de natació. Fent equip amb Uta Frommater, Heike Hustede i Heidemarie Reineck guanyà la medalla de bronze en els 4x100 metres estils, mentre en els 100 i 200 metres esquena quedà eliminada en sèries. Quatre anys més tard, als Jocs de Múnic, va disputar dues proves del programa de natació. En ambdues quedà eliminada en sèries.
En el seu palmarès també destaca una medalla de bronze en els 4x100 metres estils del Campionat d'Europa de natació de 1970. A nivell nacional va guanyar nou campionats nacionals de la RFA: quatre dels 100 metres esquena (1967 a 1970) i cinc dels 200 metres (1967 a 1971).
El 1968 fou guardonada amb el Silver Bay Leaf, el premi esportiu més important d'Alemanya.